# Tekax de Álvaro Obregón
Tekax (del maya: Kʼáax), oficialmente Tekax de Álvaro Obregón es una ciudad cabecera del municipio del mismo nombre, ubicada en el estado mexicano de Yucatán. Tiene una altitud promedio de 37 m s. n. m. y se localiza a una distancia de 115 km de la capital del estado, la ciudad de Mérida, a 10 km de Akil, a 18 km de Oxkutzcab y a 34 km de Ticul.
Desde el 26 de junio de 2023 Tekax fue incluido en el programa turístico Pueblos Mágicos.

## Toponimia
Tekax proviene del maya: Teʼ lugar, allí, allá y kʼáax, selva, monte, (del maya: Teʼ Kʼáax ‘Allá en la selva’)

## Historia
No existen datos exactos acerca de la fundación de la localidad, pero se conoce que en la época prehispánica la región pertenecía a la jurisdicción de los Tutul Xiu, hasta que fue colonizada por el español Alfonso López en el siglo XVI.
La región correspondiente al actual municipio de Tekax, se considera ocupada desde la época precolombina cuando inició el desarrollo de la cultura maya en la zona Puuc; así lo atestiguan los sitios arqueológicos de Chacmultún, Canahaltún, Chunmul, Xkichmook, Chacchob y Chunconab, que son ejemplos del estilo Puuc, aunque algunos con influencia de los Chenes de Campeche.
Los xiues, caudillos de la sublevación que desintegró la coalición de Mayapán, bajaron de la sierrita del sur y al fundar el pueblo de Maní erigieron otros pueblos tributarios de este, entre los cuales se encontraban Kax, construido en las faldas de la referida sierrita. Todo el conjunto integraba el cacicazgo de Tutul Xiu con sede principal en Maní.
El Chilam Balam de Chumayel (versión de Antonio Mediz Bolio) en su parte correspondiente a El Libro de los Linajes menciona: "...y fueron a Penkuyut, y fueron a Paxuenel, y llegaron a Xaya, y llegaron a un lugar llamado Tistis, y llegaron a Chicam, y llegaron a Tixmehuac... cuando ya estaban completos los nombres de los pueblos que no lo tenían, etc". No relaciona la ciudad de Tekax, sin embargo, varios de los pueblos mencionados, son plenamente identificables del actual municipio de Tekax.
En Yucatán se dieron repartimientos de indios en los años 1547 y 1548. El pueblo indígena de Kax fue tasado el 9 de febrero de 1549 a favor de don Francisco Bracamonte y de  Valdivieso.
En el año de 1823 Tekax recibió el título de Villa y en 1841 obtuvo el título de ciudad. Sin embargo, en 1922 fue degradado a la categoría de pueblo. En 1928 Tekax se denominó por decreto Ciudad Obregón, pero dos años después se le cambió el nombre por el de Tekax de Álvaro Obregón.

## Patrimonio cultural inmaterial

### Gastronomía
Los alimentos del Pueblo Mágico de Tekax se preparan con masa de maíz carne de puerco, pollo y venado acompañados con salsas picantes a base de chiles habanero y max. Los principales son: fríjol con puerco, chaya con huevo, puchero de gallina, queso relleno, salbutes, panuchos, pipian de venado, papadzules, longaniza, cochinita pibil, joroches, mucbil pollos, pimes y tamales.
Dulces
Se elaboran dulces como el de yuca con miel, calabaza melada, camote con coco, cocoyol en almíbar, mazapán de pepita de calabaza, melcocha, arepas, tejocotes en almíbar y dulce de ciricote.
Bebidas
Las bebidas tradicionales son el xtabentun, balché, bebida de anís, pozole con coco, horchata, atole de maíz nuevo y refrescos de frutas de la región.

## Cultura
Entre los edificios coloniales o de estilo colonial, destacan la parroquia de San Juan Bautista (siglo XVII), la casa de los tres pisos, la ermita de San Diego y  la capilla del Padre Eterno.
Entre las fiestas populares se celebran  la de San Diego de Alcalá, del 8 al 13 de noviembre, y la de la Virgen de Guadalupe, del 4 al 15 de diciembre.

### Fiestas populares
Del 18 al 22 de abril se festeja la fiesta de la primavera;del 8 de mayo al 1° de junio, se festeja a San Bartolomé y se hacen rosarios, misas y procesiones en la localidad de Pencuyut.  En el mes de junio se festeja al patrono San Juan Bautista.  Del 8 al 13 de noviembre, se festeja a San Diego de Alcalá; del 4 al 15 de diciembre, se festeja a la Virgen de Guadalupe.

## Monumentos históricos
Arquitectónicos: Exconvento y parroquia de San Juan Bautista siglo XVII; la ermita de San Diego, siglo XVII; la capilla de San Francisco y la capilla del Padre Eterno.
Arqueológicos: Chamultún, Chuncanap, Itzitz, Nocacab, Santa María, Tzulay, Xaya, Kinil, Tixhualahtun, Chacchob, San Diego, Ticum y Cotbé.

## Sitios de interés
- Capilla del Padre Eterno.
- Ermita dedicada a San Diego, edificada sobre un cerro.
- Iglesia de San Juan Bautista, y que se reconstruyó a fines del siglo XVII o principios del siglo XVIII.
- Yacimiento arqueológico de Chacmultún, siete kilómetros al oeste de la ciudad.

## Educación
| Población por escolaridad | Población por escolaridad | Población por escolaridad | Población por escolaridad | Población por escolaridad |
| ------------------------- | ------------------------- | ------------------------- | ------------------------- | ------------------------- |
| Grado académico           | Grado académico           |                           | Porcentaje                | Porcentaje                |
| Sin escolaridad           | Sin escolaridad           |                           | 9.3 %                     | 9.3 %                     |
| Básica                    | Básica                    |                           | 60.5 %                    | 60.5 %                    |
| Media superior            | Media superior            |                           | 18.4 %                    | 18.4 %                    |
| Educación superior        | Educación superior        |                           | 11.7 %                    | 11.7 %                    |
| Fuente: INEGI (2020)      |                           |                           |                           |                           |

## Demografía
En 2020, la población en Tekax fue de 28461 habitantes (49.1% hombres y 50.9% mujeres). En comparación a 2010, la población en Tekax creció un 10.5%.

## Geografía

### Clima
El clima es cálido subhúmedo, con temporada de lluvias en los meses de mayo a julio. La temperatura media anual es de 26.3 °C. La precipitación pluvial es de 469 mm. Los vientos dominantes son del  sureste hacia el noreste, pero en invierno durante los frentes fríos el viento proviene del norte.
| Parámetros climáticos promedio de Tekax | Parámetros climáticos promedio de Tekax | Parámetros climáticos promedio de Tekax | Parámetros climáticos promedio de Tekax | Parámetros climáticos promedio de Tekax | Parámetros climáticos promedio de Tekax | Parámetros climáticos promedio de Tekax | Parámetros climáticos promedio de Tekax | Parámetros climáticos promedio de Tekax | Parámetros climáticos promedio de Tekax | Parámetros climáticos promedio de Tekax | Parámetros climáticos promedio de Tekax | Parámetros climáticos promedio de Tekax | Parámetros climáticos promedio de Tekax |
| Mes                                     | Ene.                                    | Feb.                                    | Mar.                                    | Abr.                                    | May.                                    | Jun.                                    | Jul.                                    | Ago.                                    | Sep.                                    | Oct.                                    | Nov.                                    | Dic.                                    | Anual                                   |
| --------------------------------------- | --------------------------------------- | --------------------------------------- | --------------------------------------- | --------------------------------------- | --------------------------------------- | --------------------------------------- | --------------------------------------- | --------------------------------------- | --------------------------------------- | --------------------------------------- | --------------------------------------- | --------------------------------------- | --------------------------------------- |
| Temp. máx. media (°C)                   | 30.1                                    | 31.1                                    | 33.5                                    | 35.0                                    | 35.6                                    | 34.7                                    | 34.1                                    | 34.3                                    | 34                                      | 33                                      | 32                                      | 30.3                                    | 33.1                                    |
| Temp. mín. media (°C)                   | 15.6                                    | 15.8                                    | 17.7                                    | 19.2                                    | 20.9                                    | 21                                      | 20.5                                    | 20.6                                    | 20.6                                    | 19.7                                    | 18.1                                    | 15.9                                    | 18.8                                    |
| Precipitación total (mm)                | 17.9                                    | 19.7                                    | 25.5                                    | 28.8                                    | 70                                      | 120.2                                   | 116.1                                   | 119.2                                   | 152                                     | 92.2                                    | 36                                      | 33                                      | 830.6                                   |
| Días de precipitaciones (≥ 1 mm)        | 3                                       | 2.6                                     | 3                                       | 1.9                                     | 4.6                                     | 10.1                                    | 10.9                                    | 11                                      | 12.2                                    | 8                                       | 4.6                                     | 3.9                                     | 75.8                                    |
| Fuente: Servicio Meteorológico Nacional |                                         |                                         |                                         |                                         |                                         |                                         |                                         |                                         |                                         |                                         |                                         |                                         |                                         |

## Hermanamientos
- Quintana Roo Felipe Carrillo Puerto (2014)[11]